# Șona
Șona (em húngaro: Szépmező, Szászszépmező ou Oláhszépmező;  em alemão: Schönau ou Schönen; em dialeto saxão transilvano: Schienen ou Schinen) é uma comuna romena localizada no distrito de Alba, na região histórica da Transilvânia. A comuna possui uma área de 105,12 km² e sua população era de 4 528 habitantes segundo o censo de 2007.